# Grandes Rios
Grandes Rios là một đô thị thuộc bang Paraná, Brasil. Đô thị này có diện tích 309,312 km², dân số năm 2007 là 7848 người, mật độ 23,6 người/km².